# Andrei Sangheli

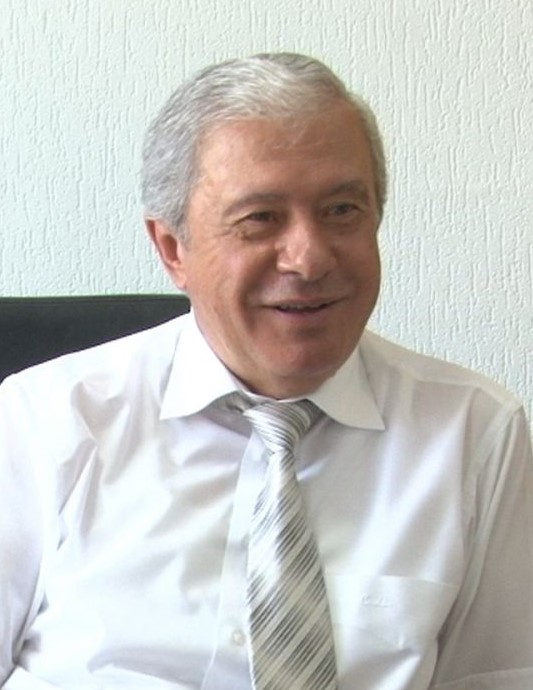
Andrei Sangheli (2011)

Andrei Sangheli (* 20. Juli 1944 in Grinăuți, Rajon Edineț) ist ein moldauischer Politiker, er war von 1992 bis 1997 Ministerpräsident der Republik Moldau.

## Biografie

### Tätigkeiten in der Moldauischen SSR
Nach dem Schulbesuch absolvierte er ein Studium der Agrarwissenschaft am Landwirtschaftsinstitut „Mihail Frunze“ in Chișinău, das er 1971 abschloss. Anschließend war er als Agraringenieur tätig. Bereits während des Studiums trat er 1967 der Kommunistischen Partei der Moldauischen SSR bei, der er bis 1991 angehörte. 1972 wurde er Chefagronom der Kolchose Kotovsk im Rajon Drochia, ehe er 1975 zunächst Stellvertretender Direktor wurde und danach bis 1986 Direktor des Sowchosen-Technikums „Ion Soltîs“ in Kamienski war. Zugleich war Sangheli Stellvertretender Vorsitzender des Präsidialrates der Kolchosen der Moldauischen SSR.
1986 wurde er in die Regierung berufen und gehörte dem Ministerrat unter dem Vorsitz von Iwan Petrowitsch Kalin zunächst als Stellvertretender Vorsitzender sowie Vorsitzender des Staatskomitees für den Agrarindustriellen Bereich (Comitetului de Stat pentru Complexul Agroindustrial) an. 1989 wurde er dann schließlich Erster Stellvertretender Vorsitzender des Ministerrates der Moldauischen SSR.
Nach der Erklärung der eigenständigen Republik Moldau am 23. Mai 1991 wurde er von Ministerpräsidenten Valeriu Muravschi zum Minister für Landwirtschaft und Lebensmittelindustrie in das erste Kabinett der jungen Republik berufen. Während dieser Zeit kam es im März 1992 zum Transnistrien-Konflikt, in deren Verlauf er zum Mitglied der Verhandlungsdelegation mit Russland berufen wurde. Der Konflikt mit der moldauischen Regierung schaukelte sich so weit hoch, bis die Lage schließlich eskalierte und zum offenen Bürgerkrieg ausartete. Der Krieg dauerte vom 1. März 1992 bis zum 25. Juli 1992 und konnte unter Vermittlung Russlands und dessen dort stationierter 14. Armee unter General Alexander Iwanowitsch Lebed beendet werden.

### Ministerpräsident Moldaus

#### Erstes Kabinett 1992 bis 1994
Diese Situation führte letztlich jedoch dazu, dass Muravschi am 1. Juli 1992 zurücktrat und Sangheli nach Ernennung von Präsident Mircea Ion Snegur zunächst amtierender Ministerpräsident wurde und dieses Amt dann offiziell am 4. August 1992 antrat. Seinem daraufhin am 30. August 1992 gebildeten und bis zum 5. April 1994 amtierenden ersten Kabinett gehörten dabei die folgenden Minister an:
- 1. Stellvertretender Ministerpräsident Nicolae Andronati,
- Stellvertretende Ministerpräsidenten Mihai Coșcodan, Valentin Cunev und Nicolai Oleinic,
- Außenminister Nicolae Țîu,
- Wirtschaftsminister Sergiu Certan,
- Finanzministerin Claudia Melnic,
- Landwirtschafts- und Ernährungsminister Vitalie Gorincioi,
- Minister für Bauwesen Valeriu Cebotari,
- Minister für Information und Telekommunikation Ion Casian,
- Minister für Kommunale Dienste und Lokale Entwicklung Mihai Severovan,
- Minister für Außenwirtschaftsbeziehungen Andrei Cheptene,
- Minister für Wissenschaft und Forschung Nicolae Mătcaș,
- Minister für Jugend, Sport und Tourismus Petru Aurel Sandulachi,
- Minister für Kultur und Religiöse Angelegenheiten Ion Ungureanu,
- Minister für Wohlfahrt und Soziale Sicherheit Dumitru Nidelcu,
- Gesundheitsminister Gheorghe Ghidirim,
- Justizminister Alexei Barbăneagră,
- Minister für Nationale Sicherheit General Vasile Calmoi,
- Innenminister General Constantin Antoci,
- Verteidigungsminister General Pavel Creangă.

Dem erweiterten Kabinett gehörten zudem die Generaldirektoren der Staatsämter für Energieressourcen, Gaswirtschaft, Veröffentlichungen, Polygrafie und Kartografie, Standard, Metrologie und Überwachung, Steuern sowie für Sprachen.
Im Laufe seiner ersten Amtszeit kam es lediglich zu einem Ministerwechsel am 28. Oktober 1993 als Ion Botnaru als Nachfolger von Nicolae Țîu amtierender Außenminister wurde.

#### Zweites Kabinett 1994 bis 1997
Nach der Parlamentswahl 1994, bei der Sangheli selbst als Kandidat der Landwirtschaftspartei (Partidul Agrar din Moldova) (DAPM) selbst zum Abgeordneten des Parlaments gewählt wurde und die DAPM die Wahl klar mit 43,18 Prozent sowie 56 der 104 Parlamentssitze gewann, erfolgte am 5. April 1994 seine Bestätigung als Ministerpräsident. Noch am gleichen Tag, stellte er sein neues Kabinett vor, dem viele Mitglieder seiner bisherigen Regierung angehörten. Das neue Kabinett setzte sich wie folgt zusammen:
- Stellvertretende Ministerpräsidenten Cunev, Ion Guțu, Valeriu Bulgari, Valeriu Bobuțac und Grigore Ojog,
- Wirtschaftsminister Bobuțac,
- Staatsminister Gheorghe Gusac,
- Außenminister Mihai Popov,
- Finanzminister Valeriu Chițan,
- Minister für Privatisierung und Verwaltung des Staatseigentums Ceslav Ciobanu,
- Industrieminister Grigore Triboi,
- Landwirtschafts- und Ernährungsminister Gorincioi,
- Kommunikations- und Informationsminister Casian,
- Verkehrsminister Vasile Iovv,
- Forschungsminister Petru Gaugaș,
- Kulturminister Mihail Cibotaru,
- Gesundheitsminister Timofei Moșneaga,
- Minister für Wohlfahrt, Soziale Sicherheit und Familien Nidelcu,
- Minister für Kommunale Dienste und Lokale Entwicklung Severovan,
- Minister für die Beziehungen zum Parlament Victor Pușcaș,
- Verteidigungsminister General Creangă,
- Innenminister General Antoci,
- Justizminister Vasile Sturza sowie
- Minister für Nationale Sicherheit General Calmoi.

Das Amt des Ministers für die Beziehungen zum Parlament wurde am 24. Februar 1995 wieder aufgelöst, nachdem der bisherige Amtsinhaber Pușcaș Präsident des Obersten Gerichtshofes wurde.
Während seiner zweiten Amtsperiode beruhigte sich 1994 die aus dem Transnistrien-Konflikt entstandene Situation etwas, als die moldauische Zentralregierung den zwei abtrünnigen Gebieten einen Autonomiestatus innerhalb der Republik Moldau vorschlug. Gagausien akzeptierte den Vorschlag, Transnistrien aber nicht. Letzteres bildet seitdem einen international nicht anerkannten Staat, welcher die moldauischen Gebiete östlich des Dnestr umfasst und in dem russische Armeeeinheiten stationiert sind. In der am 27. August 1994 in Kraft getretenen Verfassung wurde die moldauische Sprache (Limba moldovenească), die de facto gleich der rumänischen Sprache ist, zur offiziellen Staatssprache erklärt. Der 1996 im Parlament von Präsident Snegur gestellte Antrag zur Umbenennung der moldauischen Sprache in Rumänisch wurde aufgrund der geltenden Verfassung abgelehnt.
Des Weiteren setzte er die diplomatischen Beziehungen zu anderen Staaten des ehemaligen RGW wie Bulgarien und Russland fort. Andererseits suchte er auch eine Intensivierung der Beziehungen zu den USA und den Mitgliedstaaten der Europäischen Union. Dadurch kam es am 19. Mai 1995 in London zur Unterzeichnung eines Kreditvertrages mit dem Präsidenten der Europäischen Bank für Wiederaufbau und Entwicklung (EBRD) Jacques de Larosière zur Finanzierung von Heizkraftwerken. Am 5. April 1996 kam es zu einem weiteren Konflikt mit Präsident Snegur als dieser die Entlassung von Verteidigungsminister Creanga wegen Korruptionsvorwürfen im Ministerium forderte. Diese Forderung scheiterte jedoch sowohl am Widerstand Sanghelis als auch aus Kreisen der Offiziere, die Forderungen Snegurs lediglich in Form von Befehlen in dessen Funktion als Oberkommandierender der Streitkräfte akzeptierten.
Bei der Präsidentschaftswahl vom 17. November 1996 kandidierte Sangheli als Bewerber der Landwirtschaftspartei (PDAM). Nachdem er dort jedoch dem von den Linksparteien unterstützten unabhängigen Kandidaten Petru Lucinschi, Amtsinhaber Snegur sowie Vladimir Voronin unterlag und im ersten Wahlgang als Viertplatzierter lediglich 9,5 Prozent der Wählerstimmen erhielt, trat er als Ministerpräsident zurück und wurde am 24. Januar 1997 von Ion Ciubuc abgelöst. In der am 22. Dezember 1996 separat durchgeführten Wahl in der Region Dnestr erreichte er jedoch mit 37,5 Prozent den ersten Platz vor Voronin und Snegur.
1998 wurde er als Kandidat der PDAM erneut ins Parlament gewählt, dem er bis 2001 angehörte.
Seit seinem Ausscheiden aus der Politik ist Sangheli Generaldirektor des Unternehmens „Limagrain Moldova“.